# Hand. Cannot. Erase.
Albums de Steven Wilson
The Raven That Refused to Sing (And Other Stories)
(2013) Transience
(2015)
Hand. Cannot. Erase. est le quatrième album solo du musicien britannique Steven Wilson, sorti le 27 février 2015.

## Historique

### Genèse et concept
Selon Wilson, la genèse de l'album correspond à son visionnage du film documentaire Dreams of a Life, relatant l'histoire de Joyce Vincent, jeune femme londonienne décédée dans son appartement, dont le corps fut découvert trois ans plus tard, en 2006. "C'était une jeune femme populaire, attirante, qui avait beaucoup d'amis, et de la famille, mais pour une raison quelconque, elle n'avait manqué à personne, durant trois ans. [...] Cette histoire en dit long quant à ce qu'est la vie en ville au 21e siècle," dit Wilson.
Ainsi, lorsqu'il entama l'écriture des nouveaux morceaux qui constitueraient Hand. Cannot. Erase., il fut naturellement influencé par l'histoire de Vincent, histoire l'ayant profondément marqué. Ainsi, Wilson créa un personnage féminin fortement inspiré de Vincent, et développa son histoire considérablement, touchant finalement plusieurs thèmes; Internet, les réseaux sociaux et leur impact, la solitude de la vie urbaine et la nostalgie par rapport à l'enfance. L'album se présente ainsi sous une forme narrative, du point de vue du personnage.

### Composition et enregistrement
L'album fut enregistré en septembre 2014 aux studios AIR, à Londres, en Angleterre. Comportant les mêmes musiciens que sur l'album précédent de Wilson, The Raven That Refused to Sing (And Other Stories) ainsi que plusieurs artistes invités n'apparaissant que sur certains morceaux, Hand. Cannot. Erase est fortement moins inspiré du jazz que les récents projets du musicien, et regroupe diverses influences rappelant plusieurs éléments de sa discographie. Délaissant l'idée d'hommage au rock progressif classique du précédent opus pour explorer divers styles musicaux, l'album contient de la musique électronique, des influences de la musique pop, ainsi que de longs morceaux aux tendances plus progressives. Wilson note également une forte influence musicale de l'album The Dreaming de la chanteuse anglaise Kate Bush.

### Parution et promotion
L'album sortit le 27 février 2015, en formats régulier et "deluxe." Cette édition spéciale est décrite par Wilson comme très élaborée et ambitieuse, comportant de faux documents relatant la vie du personnage principal de la trame narrative, documents créés par Wilson et Carl Glover, ainsi que des photos de Lasse Hoile et des illustrations d'Hajo Mueller, tous trois déjà collaborateurs de Wilson sur de précédents albums. De plus, un blog relatant les différentes réflexions du personnage principal fut créé, rédigé du point de vue du personnage même.
Wilson lance, à partir de mars 2015, une tournée promotionnelle en Europe et en Amérique. La tournée européenne présentera Wilson et les musiciens principaux de l'album (voir la sous-section "Musiciens principaux), alors que lors de la tournée américaine, le guitariste Guthrie Govan et le batteur Marco Minnemann seront remplacés respectivement par Dave Kilminster et Craig Blundell. Les spectacles de la tournée sont décrits comme très ambitieux, exploitant des éléments multimédias, et revisitant, parmi les morceaux de l'album, certaines chansons de la carrière passée de Wilson.

## Réception
L'album fut acclamé par la critique. Metacritic, cumulant différentes notes conférées à l'album, lui donne un score de 89/100. Dans sa critique conférant une note parfaite, The Guardian qualifie l'album d'une « œuvre d'art intelligente, expressive et immersive ». De son côté, le magazine Classic Rock écrit : « les amateurs de rock, à la fois classique et moderne, seront éblouis. » Le magazine allemand Vision qualifie l'album du « The Wall pour la génération Facebook »[réf. nécessaire].

## Titres
Toutes les chansons sont écrites et composées par Steven Wilson.
1. First Regret – 2:01
2. 3 Years Older – 10:18
3. Hand Cannot Erase – 4:13
4. Perfect Life – 4:43
5. Routine – 8:58
6. Home Invasion – 6:24
7. Regret #9 – 5:00
8. Transience – 2:43
9. Ancestral – 13:30
10. Happy Returns – 6:00
11. Ascendant Here On... – 1:54

## Personnel

### Musique

#### Musiciens principaux
- Steven Wilson - chant, mellotron, claviers, guitare, basse, banjo, tympanon martelé, percussions, programmation, effets
- Nick Beggs - basse, Chapman Stick, chœurs
- Guthrie Govan - guitare
- Adam Holzman - piano, orgue Hammond, célesta, piano électrique Fender Rhodes, piano électrique Wurlitzer, synthétiseur Moog
- Marco Minnemann - batterie

#### Musiciens additionnels
- Leo Blair - chant
- Katherine Jenkins - récitation
- Dave Gregory - guitare
- Ninet Tayeb - chant
- Theo Travis - flûte traversière, saxophone baryton
- Chad Wackerman - batterie
- Schola Cantorum Of The Cardinal Vaughan Memorial School - chœurs
- London Session Orchestra - cordes

### Production
- Steven Wilson - production, composition, arrangements, conception graphique
- Dave Stewart - arrangements, direction orchestrale
- Steve Price - ingénierie sonore
- Laurence Anslow - ingénierie sonore
- Steve Orchard - ingénierie sonore
- Lasse Hoile - photographie
- Hajo Mueller - illustrations
- Carl Glover - conception graphique